# Schwedische Fußballnationalmannschaft (U-16-Junioren)
Die schwedische U-16-Fußballnationalmannschaft ist eine schwedische Fußballjuniorennationalmannschaft. Sie wird vom Svenska Fotbollförbundet organisiert und vertritt das Königreich Schweden als Auswahlmannschaft in der U-16-Altersklasse. Spielberechtigt sind Spieler, die ihr 16. Lebensjahr noch nicht vollendet haben und die schwedische Staatsbürgerschaft besitzen, bei Einladungsturnieren kann hiervon gegebenenfalls abgewichen werden. 

## Hintergrund und Geschichte
Derzeit wird in der U-16-Altersklasse kein offizielles Turnier seitens der FIFA organisiert. Seit einer Pilotphase 2012 werden seitens der UEFA sog. „Entwicklungsturniere“ veranstaltet, die jedoch nicht den Charakter einer europaweiten Meisterschaft haben. Vielmehr steht hier die Sichtung von Nachwuchstalenten und der Austausch mit anderen Verbänden im Vordergrund. Dies spiegelt sich auch in der Verbandsarbeit wider, da regelmäßig über 50 Spieler zu den mehrtägigen Lehrgängen des schwedischen Verbandes abseits von Länderspielen eingeladen werden.
Bis zur Anhebung des Altersniveaus 1989 um ein Jahr nahm die U-16-Nationalmannschaft an der Qualifikation für den entsprechenden FIFA-Weltmeisterschaftswettbewerb teil, seither tritt die U-17-Juniorenauswahl an. Der U-16-Auswahl blieb dabei eine Endrundenteilnahme verwehrt. Bis zur analogen Anhebung für die entsprechende Europameisterschaft im Jahr 2001 trat die U-16-Nationalelf ab 1982 in der Qualifikation an, bei acht Endrundenteilnahmen war das Erreichen des Viertelfinals gegen Spanien bei der U-16-EM-Endrunde 1995 der größte Erfolg.